# مانوئل پرسونه
مانوئل پرسونه (انگلیسی: Manuel Personè؛ زادهٔ ۱۷ مهٔ ۱۹۹۲) بازیکن فوتبال اهل ایتالیا است.
از باشگاه‌هایی که در آن بازی کرده‌است می‌توان به باشگاه فوتبال اسپال اشاره کرد.